# Molophilus danielsi
Molophilus danielsi là một loài ruồi trong họ Limoniidae. Chúng phân bố ở miền Australasia.